# Міякинська сільська рада
Міяки́нська сільська рада (рос. Миякинский сельский совет) — муніципальне утворення у складі Міякинського району Башкортостану, Росія. Адміністративний центр — село Киргиз-Міяки.

## Населення
Населення — 9289 осіб (2019, 9361 в 2010, 9620 в 2002).

## Склад
До складу поселення входять такі населені пункти:
| Населений пункт       | Населення, осіб (2002) | Населення, осіб (2010) |
| --------------------- | ---------------------- | ---------------------- |
| Єрликово, село        | 459                    | 499                    |
| Кизил-Чишма, присілок | 192                    | 175                    |
| Киргиз-Міяки, село    | 7658                   | 7473                   |
| Крикнарат, присілок   | 1                      | 0                      |
| Курманайбаш, село     | 209                    | 194                    |
| Нікольське, присілок  | 57                     | 59                     |
| Родниковка, село      | 895                    | 841                    |
| Четирбаш, присілок    | 149                    | 117                    |